# Transexualidad

Bandera trans.

Símbolo trans, símbolo que mezcla los símbolos de Venus y Marte.

Las personas transexuales tienen una identidad de género que no coincide con su sexo asignado al nacer y desean hacer una transición al sexo o género con el que se identifican, por lo que suelen buscar asistencia médica (incluidas las terapias de reasignación de sexo, como la terapia de sustitución hormonal y la cirugía de reasignación de sexo) para ayudarles a alinear su cuerpo con su sexo o género identificado. No debe confundirse con las personas intersexuales. La transexualidad es un subconjunto del conjunto transgénero, pero algunas personas transexuales rechazan el término transgénero, al que consideran una etiqueta.

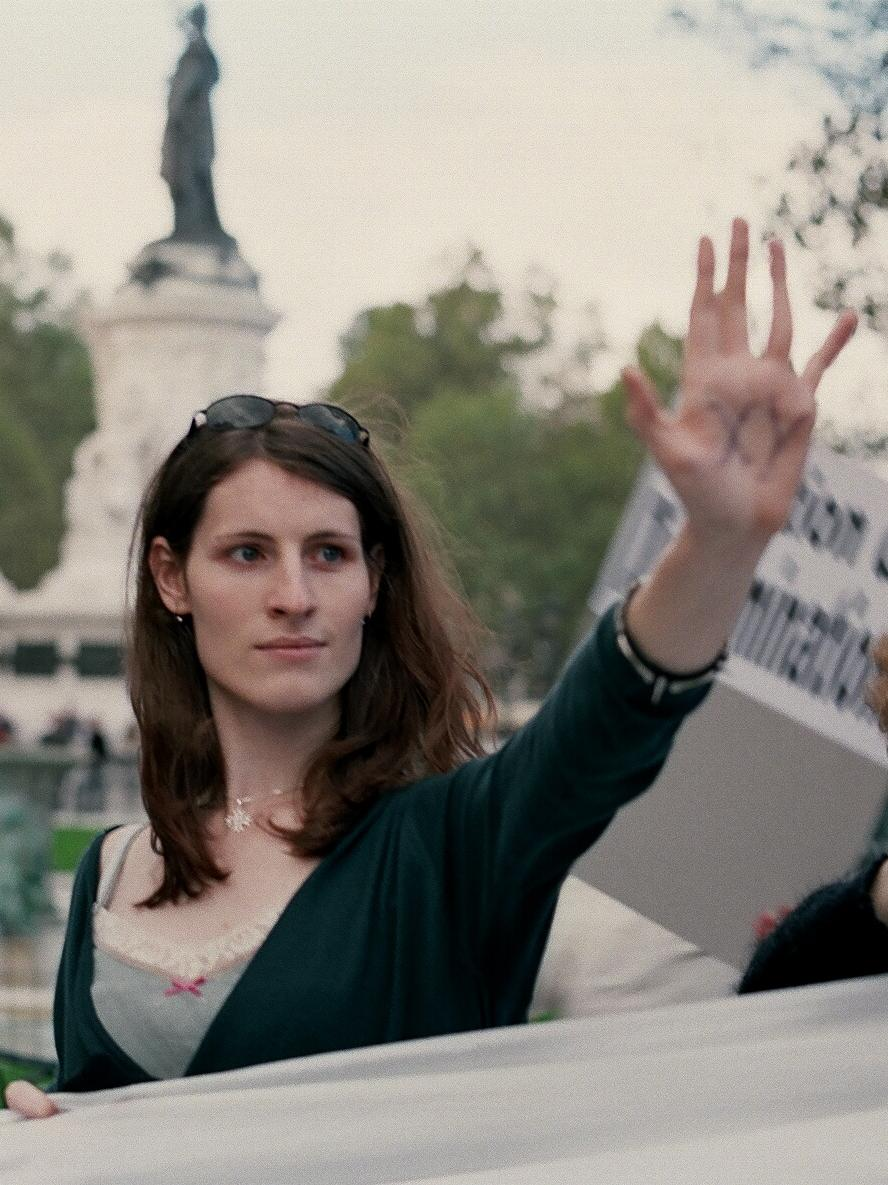
Una mujer trans con las letras «XY» escritas en su mano.

## Psiquiatría

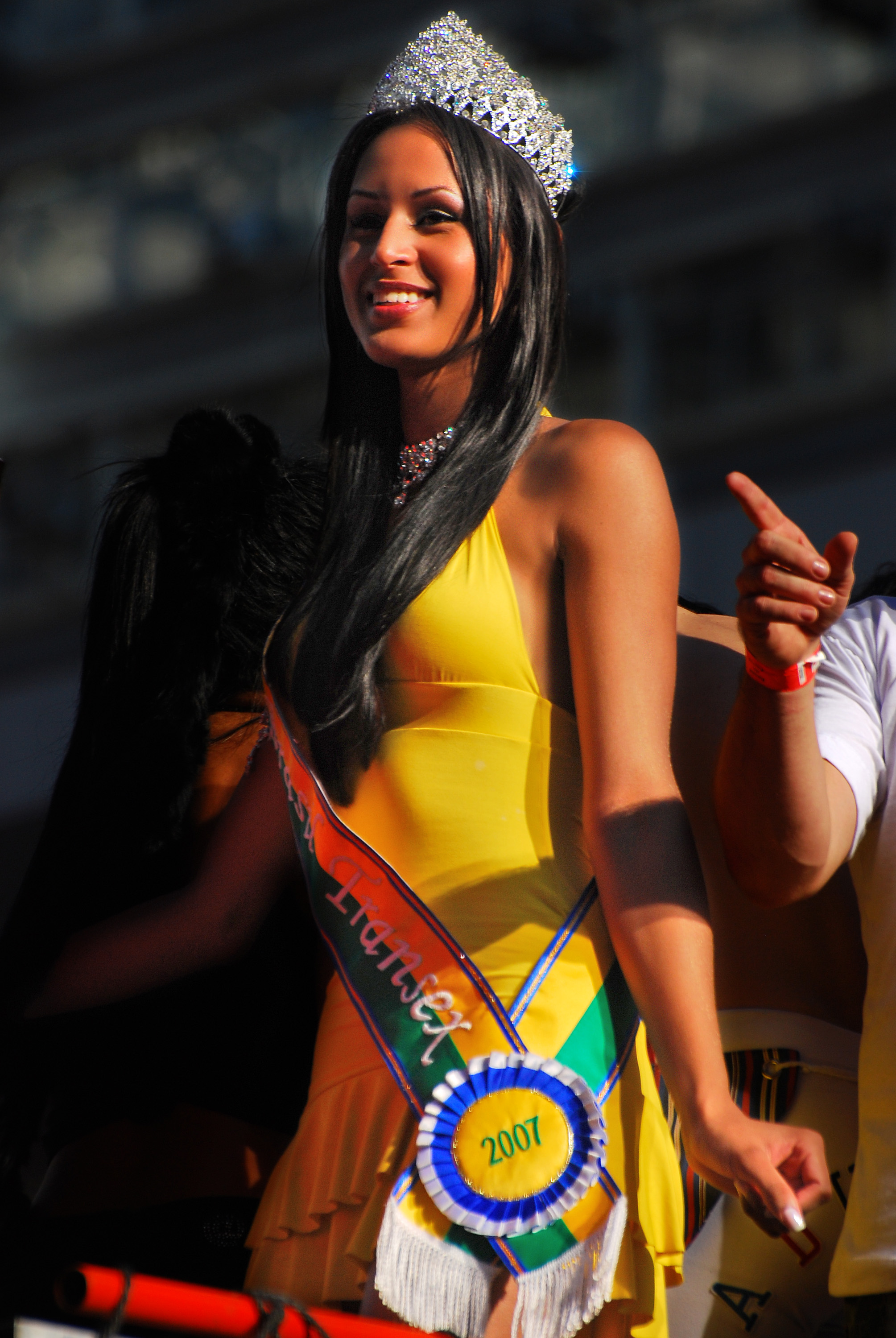
Una persona transexual en la Marcha del Orgullo LGBT de São Paulo.

En la actualidad la identidad transexual o transgénero no es considerada un trastorno mental. Autoridades internacionales como la Asociación Estadounidense de Psiquiatría y la Organización Mundial de la Salud señalan que las personas transexuales pueden experimentar disforia de género, condición que se refiere a los sentimientos de malestar, incomodidad y ansiedad que se desprenden del conflicto entre la identidad de género y el sexo asignado al nacer, tanto por la apariencia física como en situaciones sociales, sobre todo aquellas que se rigen por roles de género. No todas las personas trans experimentan disforia, ni todas las personas que experimentan disforia son trans, según la Asociación Estadounidense de Psicología. Añade que el tratamiento efectivo para aliviar la disforia no es disuadir a la persona de su identidad trans, sino ayudarle a adecuarse a ella.
Actualmente, el Manual DSM-5-TR de la Asociación Estadounidense de Psiquiatría en 2013 y la Clasificación Internacional de Enfermedades-11 de la Organización Mundial de la Salud despatologizaron la incongruencia de género o transexualidad; es decir, que ya no es considerado como un trastorno ni enfermedad mental.

## Historia
Magnus Hirschfeld acuñó el término transexualismo en 1923 como categoría clínica que Harry Benjamin desarrollaría más tarde en Estados Unidos, adquiriendo un uso más amplio cerca de treinta años después. El término parte del trabajo que Hirschfeld y sus colaboradores hicieron en el Institut für Sexualwissenschaft (o Instituto para la Ciencia Sexual), fue un centro de investigación con divisiones médicas, psicológicas y etnológicas, y una oficina de asesoramiento matrimonial y sexual, inaugurado en 1919. Recibió visitas de alrededor de 20,000 personas cada año y se llevaron a cabo cerca de 1,800 consultas donde se ofrecieron varios servicios endocrinológicos y quirúrgicos, incluida la primera cirugía moderna de reasignación de sexo en la década de 1930. El instituto también se dedicó normalizar a las personas transexuales, algunas de las cuales fueron contratadas como parte del personal del Instituto.
La primera reasignación de sexo mundialmente conocida fue la de Christine Jorgensen, la primera mujer transexual célebre en Estados Unidos. A partir de la Segunda Guerra Mundial se dieron importantes avances en endocrinología y cirugía plástica que facilitaron el acceso a tratamientos más extensivos en Europa. Jogersen se informó sobre posibles tratamientos y viajó a Copenhague donde conoció a Christian Hamburger, endocrinólogo danés y especialista en terapia hormonal de rehabilitación. Bajo su dirección, Jorgensen se sometió a una terapia de reemplazo hormonal.
El psiquiatra estadounidense Robert Stoller fue el primero que describió la transexualidad como una condición diferenciada. La relacionó con la identidad de sexo, en contraposición al sexo biológico. La primera comprobación de Stoller fue que las mujeres transexuales, aunque deseadas como varones, reconocidas sin equívoco y bien aceptadas como tales, presentan desde su primera infancia un comportamiento femenino, tanto en sus elecciones de vestimenta, sus juegos y gestos, como en la entonación de su voz y su vocabulario. Stoller rechazaba la reasignación quirúrgica de sexo. De la definición y el diagnóstico de transexualidad depende la prescripción terapéutica para la reasignación hormonal y quirúrgica del sexo.

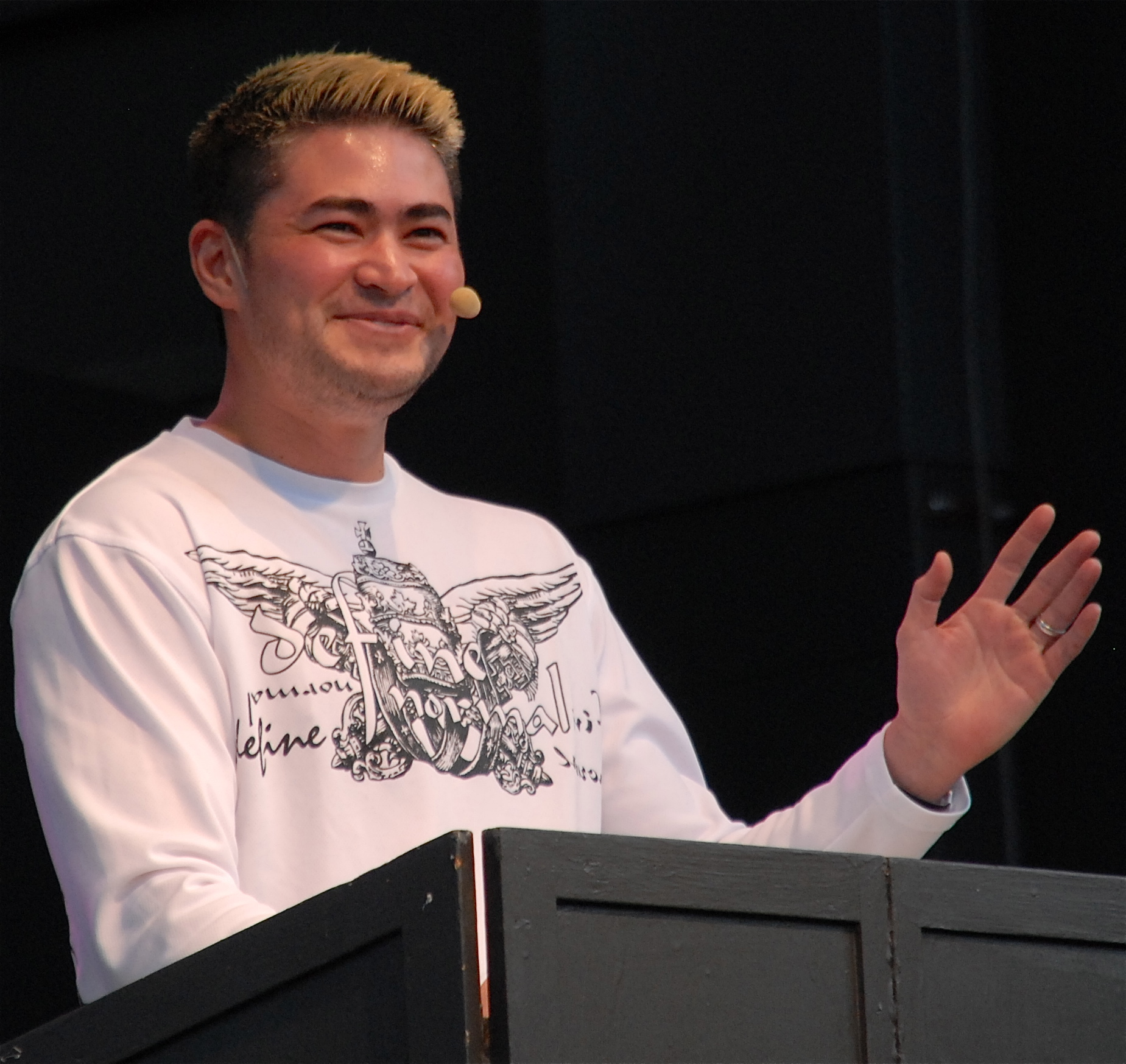
Thomas Beatie, en el Orgullo de Estocolmo de 2011, conocido como el Hombre Embarazado, es un hombre transexual que dio a luz a tres niños.

Con el tiempo, la transexualidad ha abandonado progresivamente su lugar en los registros patológicos, y el tratamiento se ha liberado de restricciones terapéuticas: el cambio de sexo está ahora a disposición de quien lo desee en diversos países. En 1988, el endocrinólogo de los Países Bajos Louis Gooren fundó la cátedra de transexualismo en la Facultad de Medicina de la Universidad Libre de Ámsterdam (en neerlandés: Vrije Universiteit Amsterdam), en el Departamento de Endocrinología, para enseñar a los profesionales la detección precoz de la transexualidad y su tratamiento hormono-quirúrgico.
La Organización Mundial de la Salud lo incluyó como síndrome médico en 1977, en una resolución adoptada en la XXIX Asamblea Mundial de la Salud. Definía tres trastornos diferentes: trastorno de la identidad sexual de la infancia, tranvestismo de rol doble y transexualismo. La cuarta edición del Manual DSM IV recogió estas distinciones dentro de una misma categoría, denominada trastorno de la identidad sexual, y especificó que la insistencia por parte de un individuo de ser del otro sexo no debe ser considerada delirante. El 16 de octubre del 2009, distintas organizaciones transexuales se manifestaron en todo el mundo para solicitar que desaparezca la transexualidad como patología. En 2016 se sumaron diversos organismos expertos de derechos humanos, como el Comité de los Derechos del Niño de la ONU, la Comisión Interamericana de los Derechos Humanos y la Comisión Africana de Derechos Humanos y de los Pueblos, entre otros, para señalar que la patologización «ha sido históricamente, y continúa siendo, una de las causas principales de las violaciones de derechos humanos que enfrentan». Esta noción fue respaldada en julio del 2016 por grupo de investigadores financiados por el Instituto Nacional de Psiquiatría de la Ciudad de México presentaron un estudio para apoyar el pedido de que la Organización Mundial de la Salud retirara la transexualidad de la sección de trastornos mentales. El estudio mexicano se sumó a trabajos similares en Brasil, India, Francia, Sudáfrica y el Líbano, que se presentaron en el 2018, cuando se discutió la reclasificación de la transexualidad en el CIE-11. Estos estudios coinciden en señalar que el factor causal del malestar está en el rechazo y la discriminación que vivieron. Por ese motivo, los especialistas consideraron importante eliminar un diagnóstico que contribuye a la estigmatización y, de ese modo, a abordar el verdadero problema.

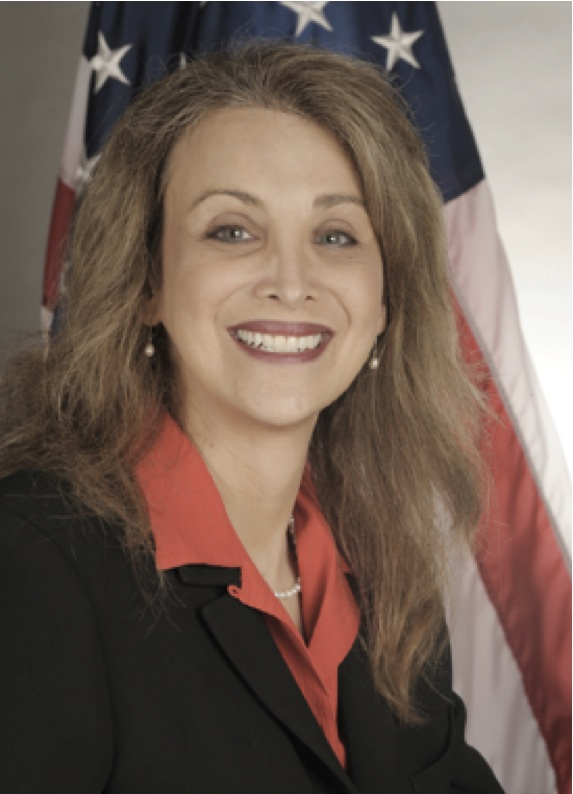
Amanda Simpson, exsubsecretaria de Defensa para la Energía Operacional de Estados Unidos, fue la primera mujer transexual en ostentar un cargo de administración presidencial en su país.

## Términos y clasificaciones
Transgénero es un término paraguas que define a las personas con una identidad de género o expresión de género que no se ajustan a las que generalmente se asocian con el sexo asignado al nacer. Estas categorías y términos no son fijas, pues varían de acuerdo a los procesos culturales, históricos y políticos de cada lugar.
- Las personas travesti generalmente se ubican entre las feminidades trans, y se refiere al uso de prendas, accesorios o maquillaje para tomar la apariencia del género opuesto.[37] La Comisión Interamericana de Derechos Humanos señaló que en Latinoamérica «el término ha sido resignificado y revindicado en términos identitatios y políticos y no como una mera utilización de prendas de vestir, ocasional o no».[36]
- El término transexual tradicionalmente hace referencia a las personas trans que alteran o desean alterar sus cuerpos para que coincidan con sus identidades de género, pasando por un proceso de transición auxiliado por intervenciones médicas.[35]

Las personas intersexuales son aquellas que nacen con alguna característica sexual (ya sean en patrones cromosómicos, gónadas o genitales) que «no se ajuste a las nociones binarias típicas de cuerpos masculinos o femeninos», según la Oficina del Alto Comisionado de las Naciones Unidas para los Derechos Humanos. Es decir, se refiere a condiciones biológicas y no a orientación sexual e identidad de género.

## Debates

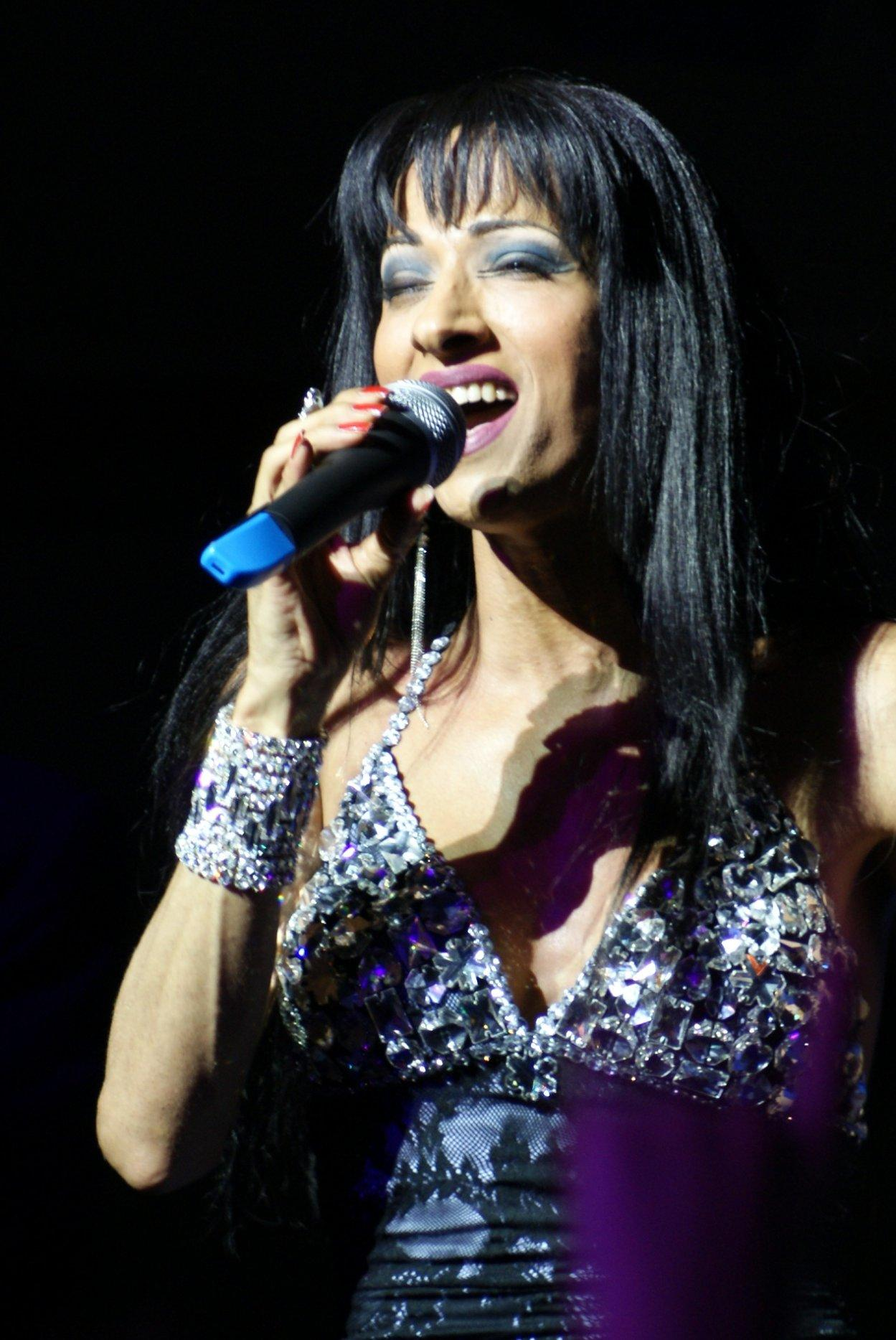
La cantante transexual Dana Internacional ganó el Festival de Eurovisión en 1998.

A principios del siglo XX se abrieron nuevas posibilidades para las personas transexuales gracias al progreso de los conocimientos endocrinológicos y los tratamientos hormonales. En la actualidad las personas que se sienten así tienen la posibilidad de concretar un cambio de sexo real a raíz del desarrollo médico-quirúrgico y tecnológico. Ahora es posible modificar la apariencia sexual del cuerpo humano.
Esto ha ocasionado no pocas paradojas:
- El 4 de junio de 2011, a pesar de que el matrimonio entre personas del mismo sexo no era aceptado para aquel entonces por la jurisprudencia francesa, se casaron en Nancy, Francia, dos mujeres. Élise es una transexual operada y con documentos femeninos mientras que Stephanie es una transexual que aún no tramitó su cambio de sexo en el documento (se desconoce si está operada o no), por lo cual en sus documentos figura como del sexo masculino. Por lo tanto, para la ley, se trata de un matrimonio entre un varón y una mujer.[40]
- El 29 de junio de 2008, Thomas Beatie, un transexual varón, tuvo su primer hijo del cual sería el padre y no la madre.[41]

La reacción de la sociedad frente a la transexualidad, el transexualismo y el transgenderismo ha generado un intenso debate de compleja problemática en el orden médico, psiquiátrico, psicológico, jurídico y ético. Los antropólogos sociales, los psicólogos, los psicoanalistas, los sociólogos, los médicos psiquiatras, cirujanos y endocrinólogos, juristas, magistrados y filósofos han tenido que ponerse a reflexionar sobre sus consecuencias.
Aparecieron así los siguientes debates:
- Objeciones al establecimiento de una norma heterosexual que excluya otras subjetividades y otras formas de sexualidad.[42]
- Discusiones acerca de la implantación de técnicas médicas capaces de modificar radicalmente los cuerpos sexuados.[42]
- Polémicas sobre la fertilización asistida en parejas no heterosexuales y sobre la constitución de nuevos tipos de familias, que plantean la necesidad de analizar la cuestión de las identificaciones en dichas estructuras familiares.[42]
- La solicitud de reconocimiento legal de las personas transexuales plantea problemas de carácter social al vincularse a las decisiones de las diferentes instancias jurídicas que tienen que pronunciarse en los casos de litigio.[43]
- Especificar lo que permitiría al Registro Civil definir a un individuo como perteneciente al sexo masculino o al sexo femenino.[28]
- El derecho tiene que reexaminar la definición jurídica de sexo para otorgar o no el reconocimiento de un cambio de sexo en las personas transexuales operadas con las consecuencias que esto ocasionará en el campo del derecho (derecho al matrimonio, a la adopción, etc.).[28]
- Al modificarse el sexo en el documento se modifican tanto las reglas de filiación como los concepto de paternidad y maternidad; el derecho debe decidir qué es un padre y qué es una madre.

## Proceso de reasignación de sexo
La mayor parte de las personas transexuales sienten un sufrimiento psicológico y emocional debido al conflicto entre su identidad sexual y el género que se les asignó al nacer. Algunas encuentran como única solución un proceso de reasignación de sexo. Este proceso puede incluir tratamientos hormonales o someterse a la cirugía de reasignación de sexo para modificar sus características sexuales primarias y secundarias.
La Asociación Internacional Harry Benjamin (en inglés, Harry Benjamin International Gender Dysphoria Association) publica cada año un manual de estándares especializados de asistencia y tratamiento de la transexualidad.

### Requisitos para el tratamiento de reconstrucción de sexo
En España, para comenzar el tratamiento de reconstrucción se precisa un informe positivo por parte de un profesional (psicólogo, sexólogo, psiquiatra) en el que reconozca la necesidad de la persona de adoptar el nuevo rol de sexo y la adaptación de sus caracteres sexuales primarios y secundarios (mediante tratamientos hormonales o cirugías) para conseguir desenvolverse mejor en la sociedad. En dicho informe se hace constar además que la persona no presenta ningún trastorno mental que la induzca a tomar dicha decisión.
Además, se recomienda que la persona pase durante uno o dos años un test de vida real o experiencia de vida real, que consiste en comenzar a vivir de acuerdo a la propia percepción de la identidad sexual, es decir, conforme al rol de sexo del sexo contrario a su sexo biológico.
Este test no siempre es posible, ya que —sin hormonas y sólo mediante maquillaje y ropa— puede resultar complicado adaptar el físico a la anatomía deseada y pasar inadvertido. Para ello, los varones transexuales necesitarán al menos acceder a la terapia hormonal, mientras que la mayoría de las mujeres transexuales necesitarán además eliminar su vello facial, adiestrar su voz y, a veces, cirugía facial.
En México, Ciudad de México, para poder emitir una nueva acta de nacimiento es necesario contar con dos dictámenes periciales emitidos por sexólogos o médicos especialistas en reconstrucción. Para aquellos ciudadanos que no hayan nacido en el Distrito Federal deben comprobar 6 meses de estancia en la ciudad capital para poder acceder a este derecho.

### Tratamiento psicológico
El psicoterapeuta no debe pronunciarse sobre la conveniencia de someterse a las modificaciones físicas que la medicina y la cirugía ponen al alcance del individuo. Si acepta escuchar a la persona transexual como paciente es solamente para mostrarle la razón subjetiva de su demanda, así como las consecuencias que tendría el proceso. El tratamiento no apunta a la desaparición de un síntoma sino permitir al sujeto conocer lo que genera su malestar.
En otros casos, el tratamiento psicológico se realiza como apoyo a la persona transexual durante su proceso de reasignación de sexo, debido a que durante ese primer período se pueden producir muchos cambios, y es necesario el ir asimilándolos al tiempo que ocurren. También debido a que pueden producirse actitudes de rechazo en el entorno (trabajo, vecindad, familia, entre otros) es función del psicólogo dotar al sujeto de los mecanismos psicológicos necesarios para sobrellevar estas contingencias.
La necesidad de tratamiento psicológico se subraya también debido tanto al alto índice de problemas de salud, incluidos la depresión y la ansiedad.
Muchos activistas transexuales y especialistas defienden que estos problemas normalmente no están relacionados con su identidad sexual, sino con los problemas que surgen por la discriminación social que sufren.

### Terapia hormonal sustitutiva
Tanto para las mujeres como para los varones transexuales la Terapia Hormonal Sustitutiva (varón a mujer) (THS) provoca el desarrollo de algunos de los caracteres sexuales secundarios del sexo deseado. Sin embargo, muchos de los preexistentes caracteres sexuales primarios y secundarios no pueden desaparecer mediante la THS. Por ejemplo, el pecho crecerá en las mujeres transexuales, pero no desaparecerá en los varones transexuales. El vello facial de los varones transexuales crecerá, pero normalmente no dejará de hacerlo para las mujeres transexuales.[cita requerida]
Sin embargo, algunos caracteres (como la distribución corporal de la grasa y los músculos, así como la menstruación en los varones transexuales) pueden ser revertidos mediante el tratamiento hormonal. Desgraciadamente, algunos de esos caracteres volverán a aparecer al cesar el tratamiento hormonal, a no ser que se haya realizado una castración quirúrgica.
Además, especialmente en las mujeres transexuales, pero también en algunos varones transexuales, se precisa de la cirugía para un resultado físico satisfactorio. Las mujeres transexuales a menudo requieren depilación intensiva para hacer desaparecer el vello facial y corporal.
La terapia hormonal dura toda la vida.[cita requerida]

### Cirugía de reasignación de sexo (CRS)
También conocida como cirugía de confirmación de género, se refiere a los procedimientos quirúrgicos que modifican los genitales por nacimiento de una persona para que su apariencia corresponda a su identidad de género. La OMS la evidencia demuestra que pueden ser apropiadas para mejorar el estado de salud (bienestar psicofísico) y calidad de vida de las personas trans, reviste naturaleza paliativa y contribuye a la salud integral y a la constitución de su identidad de género. La identidad de género es reconocida y protegida como derecho en varios países, entre ellos, Chile, Uruguay, Argentina, definida como «la vivencia interna e individual del género tal como cada persona la siente, la cual puede corresponder o no con el sexo asignado al momento del nacimiento, incluyendo la vivencia personal del cuerpo». Esto puede incluir, además de expresiones de género como la vestimenta, tratamientos farmacológicos o quirúrgicos siempre que hayan sido libremente escogidos. Las intervenciones quirúrgicas generalmente abarcan:
- Las cirugías para mujeres trans incluyen opciones como la cirugía de pecho (aumento de mamas) y la reconstrucción genital (vaginoplastia).[48]
- Las cirugías para hombres trans incluyen mastectomía subcutánea o cirugía torácica masculinizante y la reconstrucción genital para (metoidioplastia, faloplastia o escrotoplastia).[49]

La cirugía es muy cara, y excepto en los casos de las comunidades autónomas de Extremadura, Andalucía, Madrid, Aragón y Cataluña en España, no está cubierta por la Seguridad Social, y tampoco en todas partes por los seguros médicos privados. El precio varía notablemente, dentro del ámbito de la medicina privada. En España, la operación de vaginoplastia cuesta entre 12.000 y 18.000 €; mientras que la faloplastia es mucho más cara y puede alcanzar un precio de entre 24.000 y 36.000 €.
En otros países, los precios oscilan desde cifras similares en Canadá, Estados Unidos y la Unión Europea; a la mitad en Tailandia, e incluso menos en algunos países latinoamericanos.
No todas las personas transexuales se someten a la cirugía de reasignación de sexo (bien por el alto coste de la operación, bien por riesgos médicos o por razones personales), a pesar de que vivan permanentemente en el rol de sexo del sexo con el que se identifican.

## Aspectos sociales y legales

Leyes relativas a la expresión de identidad de género por país o territorio.
Cambio de identidad legal, sin necesidad de cirugía
Cambio de identidad legal, pero se requiere de cirugía de reasignación de sexo previa
Cambio de identidad ilegal
Desconocido / ambiguo

El Ejército de Israel fue el primer ejército en aceptar en sus filas a una persona transexual. En el fútbol israelí, Sapir Berman, antes Sagui Berman, fue la primera árbitra transexual que dirige partidos del campeonato israelí desde el 2011.
En España no se han realizado estudios sobre la prevalencia de la transexualidad en la población. Por ello, para poder establecer una cifra aproximada, debemos utilizar los datos del estudio realizado por Bakker, Van Kesteren, Gooren y Bezemer en Países Bajos en 1993 y realizar una extrapolación de las cifras, y que se han comprobado en 2007 para Bélgica: la prevalencia es de una persona transexual por cada 19.000 habitantes en todo el país (1:12.900 para mujeres transexuales y 1:33.800 para varones transexuales), pero con diferencias significativas entre zonas urbanas (Bruselas) y más rurales, y entre Flandes y Walonia
Sin embargo, las cifras calculadas para el año 2011 por GIRES —The Gender Identity Research and Education Society— del Reino Unido, muestran una prevalencia actual y futura mucho más alta de personas que podrían mostrar una disforia de género.

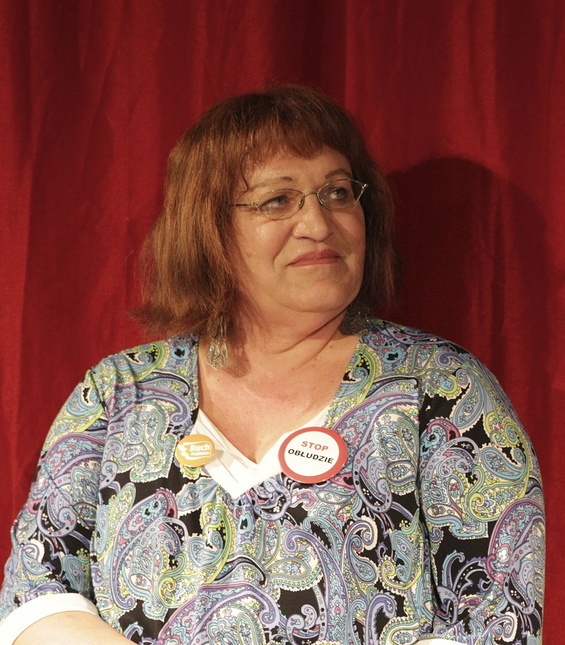
Anna Grodzka, de Polonia, es la primera parlamentaria transexual en la historia de Europa que se realizó una cirugía de reasignación de sexo.

Según el INE, en enero de 1998 la población española estaba formada por 39.852.651 personas, de las cuales 19.488.465 eran varones y 20.364.186 eran mujeres. El 90,62 % del total de la población tenía más de 15 años, y si sólo consideramos la población mayor de 15 años y extrapolamos los datos del estudio neerlandés, la estimación de personas transexuales en España es de 2087 personas, de las cuales habrá 1408 mujeres transexuales y 607 varones transexuales.
El 30 de junio de 2021 la Corte Interamericana de Derechos Humanos emitió una sentencia en la que destaca que las normas que obstaculizan el reconocimiento oficial de la identidad de género son actos de discriminación. La sentencia la motivó el caso de Vicky Hernández, una mujer trans que ejercía trabajo sexual y que fue asesinada durante el Golpe de Estado en Honduras de 2009.

### Sexo legal
En España, la Ley 3/2007, de 15 de marzo, reguladora de la rectificación registral de la mención relativa al sexo de las personas permite el cambio de la mención de sexo en los documentos oficiales, incluyendo el registro civil y el DNI, siempre que se cumplan los requisitos expuestos en la ley, es decir, tener la nacionalidad española, ser mayor de edad y estar acreditado por los correspondientes informes médicos.
El cambio se realiza por vía administrativa presentando en el registro civil correspondiente al lugar de residencia del interesado una solicitud acompañada de la documentación correspondiente.
En México, el código civil del Distrito Federal menciona que es posible levantar una nueva acta de nacimiento para las personas transexuales, así como la obligación del gobierno local de dotar de medicamentos y hormonas a los pacientes transexuales. Así mismo, es pionero en establecer penas a quienes discriminen sobre la base de la situación de transexualidad. Sin embargo, en el resto del país no existe este tipo de legislaciones y sólo se contempla, en algunos casos, hacer una anotación al margen en el acta de nacimiento con el nuevo nombre.
En Argentina la Ley de Identidad de género que lleva el n.º 26.743, permite que las personas trans (travestis, transexuales y transgéneros) sean inscritas en sus documentos personales con el nombre y el sexo de elección, además ordena que todos los tratamientos médicos de adecuación a la expresión de sexo sean incluidos en el Programa Médico Obligatorio, lo que garantiza una cobertura de las prácticas en todo el sistema de salud, tanto público como privado. Sancionada el 9 de mayo de 2012 es la única ley de identidad de sexo del mundo que, conforme las tendencias en la materia, no patologiza la condición trans.

### Asistencia sanitaria integral en España
Se trata de la reivindicación histórica de la comunidad transexual. En 1989, ya el Parlamento Europeo instaba a los Estados miembros el posibilitar el acceso a las personas transexuales a una asistencia sanitaria integral, cosa que en España de momento no se ha cumplido más que en la comunidad andaluza, que dispone de una unidad especializada en el Hospital Carlos Haya de Málaga, y en la Comunidad de Madrid en el Hospital Ramón y Cajal.

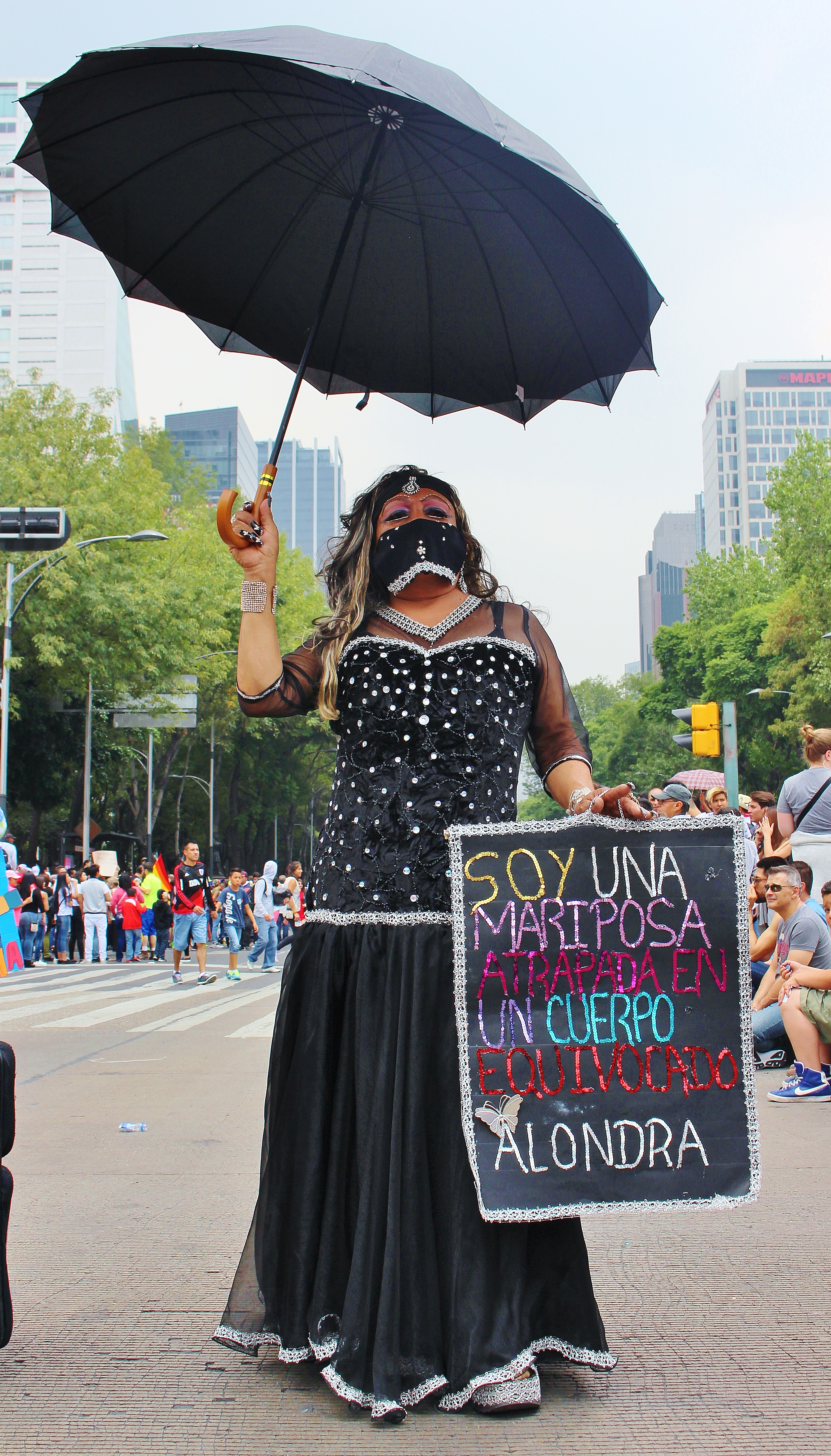
Mujer trans durante la marcha LGBT+ de la Ciudad de México.

### Asistencia médica en México
A pesar del retraso que existe respecto a otros países en cuanto a temas relacionados con la sexualidad, la Ciudad de México cuenta con una clínica médica especialmente orientada a personas transexuales, la Clínica Especializada Condesa. Actualmente es la única unidad médica dónde los tratamientos hormonales son totalmente gratuitos y personalizados.

### Transfobia
Una de las principales tareas que lleva a cabo la comunidad transexual es la normalización ante la sociedad del fenómeno transexual y la lucha contra la discriminación e intolerancia que puedan sufrir las personas transexuales. Esto es lo que denominamos transfobia: el odio, aversión, rechazo o desprecio hacia los individuos que conforman el colectivo transexual.
La transfobia puede ser percibida a través de diversas manifestaciones: acoso laboral o escolar, presiones y conflictos en el ámbito familiar o social, violencia física y verbal, discriminación a la hora de acceder a puestos de trabajo, discriminación a la hora de acceder a establecimientos públicos, etc. Inclusive se habla de transfobia internalizada cuando el propio individuo transexual rechaza su condición.
La transfobia acostumbra tener sus raíces en la negación de la identidad sexual percibida de las personas transexuales. Aquellos que manifiestan transfobia consideran que las mujeres transexuales no son verdaderamente mujeres, que los varones transexuales no son verdaderamente varones, que en general las personas transexuales sufren algún tipo de delirio o bien que su comportamiento es básicamente la manifestación de una perversión sexual o parafilia. Usualmente las consideraciones de las personas transfóbicas son debidas a la ignorancia en la materia, a la adhesión a creencias religiosas, a que dan prioridad a los elementos biológicos de la sexualidad por encima de los psicológicos, entre otras.
Con motivo de combatir la transfobia, ejercer un efecto normalizador ante la realidad transexual y concienciar a la población ante la existencia de intolerancia y discriminación hacia las personas transexuales, la comunidad LGBT ha concretado el día 17 de mayo como día mundial tanto contra la homofobia como contra la transfobia.
Una forma de transfobia es el techo de algodón.

### El movimiento transexual
A medida que se han empezado a articular asociaciones en defensa de los derechos de las personas transexuales, la terminología se ha ido definiendo con mayor precisión. Actualmente, el movimiento sigue en desarrollo dentro de asociaciones de personas homosexuales, pero también con una fuerte tendencia a formar organizaciones independientes e, incluso, asociaciones específicas para varones transexuales y mujeres transexuales, por separado.

## La transexualidad en la infancia

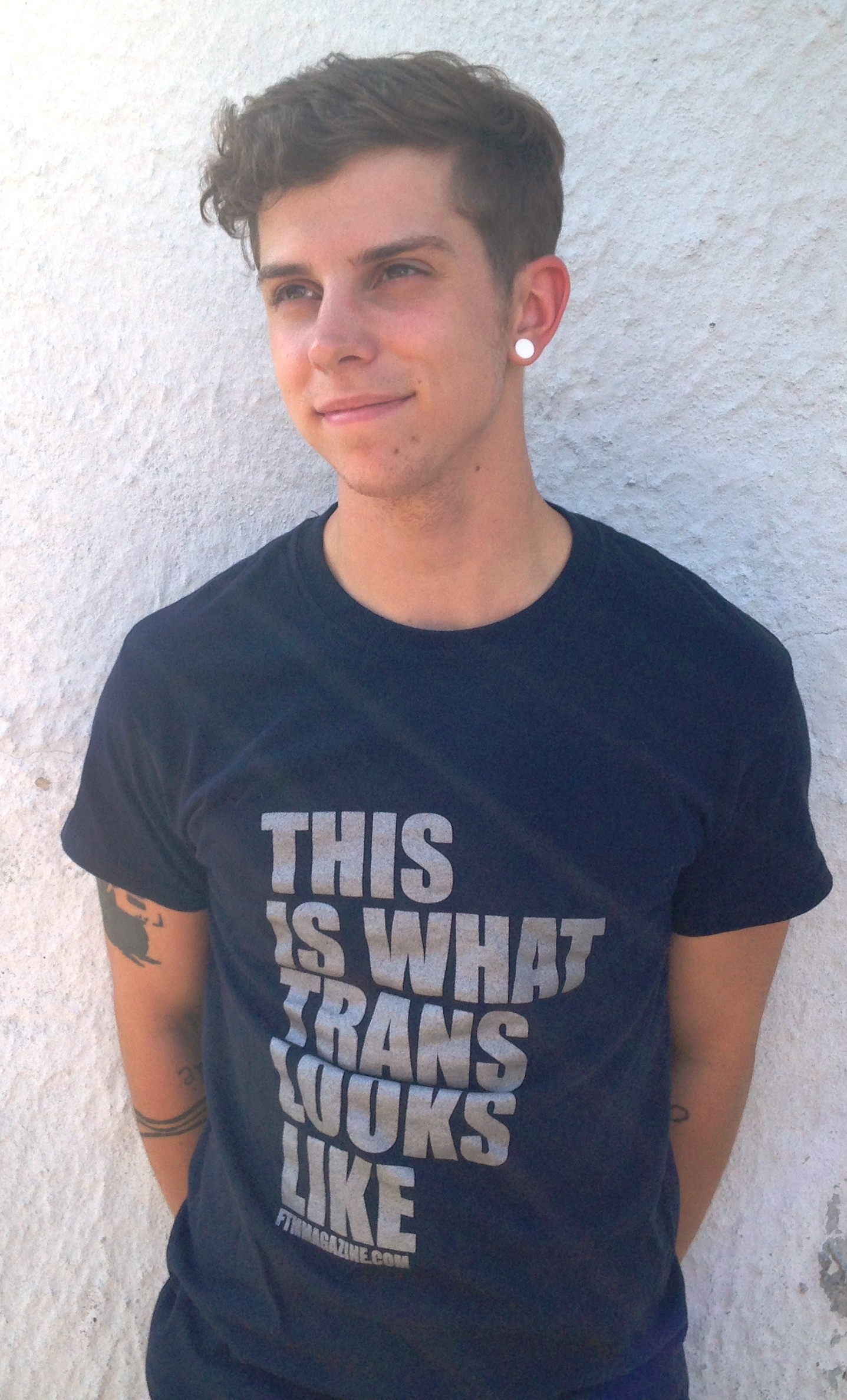
El cantante y compositor transexual Skylar Kergil en 2015, con 23 años.

Los individuos pueden hacerse conscientes de su identidad sexual en muchas etapas diferentes de su vida. En la mayor parte de los casos, la identidad transexual se descubre en algún momento de la infancia, a veces en la infancia más temprana (5 años) en la que el niño o la niña puede expresar un comportamiento no normativo con el sexo asignado. En la mayoría de las ocasiones, sin embargo, estos niños viven escondiendo la identidad de sexo con la que están identificados tan pronto como experimentan rechazo cuando no se comportan como se espera de ellos (presión social).
En los últimos años, cada vez más niños y niñas transexuales han recibido asistencia y, en su caso, tratamiento médico, así como la posibilidad de cambiar su rol social.
En muchas ocasiones, por vergüenza o desconocimiento, los familiares tratan de esconder o negar los casos en los que los menores manifiestan abiertamente sentir una identidad sexogenérica diferente a aquella que se les asignó al nacer. Además, se suele determinar que un porcentaje de niños que esperan tratamiento en la adolescencia revierten, pero esto se debe a una equivocación generalizada, incluso dentro del mismo sistema sanitario, por la cual se confunde transexualidad (identidad sexual) con comportamientos de sexo-sexo no normativos (niños con roles femeninos o niñas con roles masculinos, pero sin conflictos de identidad de género). Cada vez es más evidente, y así lo expresan los estudios más avanzados, que la transexualidad nunca revierte y que la identidad sexual está completamente asentada desde los primeros años de vida como característica inherente y propia del individuo.
En verano de 2013 en España se constituyó la Asociación Chrysallis, Asociación de Familias de Menores Transexuales, que ofrece apoyo, ayuda, documentación, información y contactos para solucionar los problemas que pueden ir surgiendo en los entornos familiar, educativo, social, sanitario y legal. Durante el primer medio año de existencia de la asociación se han afiliado más de 80 familias, lo que indica que existen muchos más casos de los que se había supuesto hasta ahora. Esto, unido a que se va corrigiendo la equivocación que incluía tradicionalmente a la transexualidad dentro de la homosexualidad, hace que en la actualidad la prevalencia de la primera se revise continuamente, considerándose que podría ser superior a aquella establecida en anteriores décadas.
Los menores transexuales, y en general los menores con comportamientos de sexo no normativos, constituyen una minoría en riesgo de exclusión social y pueden ser objeto de rechazo familiar o de humillación y otras formas de acoso en los centros escolares. Por esta y otras razones relacionadas, algunos profesionales de sexología, psicología y pedagogía empiezan a formarse y especializarse en España con objeto de crear redes de asesoramiento, apoyo psicológico y atención especializada no solo a personas transexuales adultas, sino también a niños y adolescentes.
Películas como Mi vida en rosa (1997), de Alain Berliner, Tomboy (2011), de Céline Sciamma, La chica danesa (2015), de Tom Hooper o el documental Creature (1999), de Parris Patton, describen diferentes casos de la transexualidad infantil y adulta.

## Transexualidad en especies no humanas
La transexualidad en el estudio de otras especies se refiere a la presencia, en especies dimórficas, donde los machos y las hembras tienen características secundarias físicas o comportamentales diferentes, de una proporción variable de individuos que presentan las características del sexo opuesto. Es decir, machos con aspecto y/o comportamientos de hembras y hembras con aspecto y/o comportamiento de machos. Por ejemplo, aves hembras con colores brillantes en especies donde las hembras normalmente tienen colores marrones o apagados.